# Шумская, Елизавета Владимировна
Елизавета Владимировна Шу́мская (1905—1988) — выдающаяся советская оперная певица (лирико-колоратурное сопрано), педагог. Народная артистка РСФСР (1951). Лауреат Сталинской премии первой степени (1950). Одна из крупнейших отечественных оперных певиц 1940—1950-х годов.

## Биография
Родилась 30 марта (12 апреля) 1905 года.
В 1931 году окончила Ивановское музыкальное училище. С 1934 года брала уроки пения у Д. Б. Белявской.
С 1928 года солистка Ивановской рабочей оперы, с 1933 года — Московской областной оперы под руководством И. М. Лапицкого, с 1934 года — Саратовской оперы.
В 1944—1958 годах — солистка ГАБТ.
С 1959 по 1966 год преподавала в Московской консерватории имени П. И. Чайковского.
С 1978 года работала в Большом театре вокальным педагогом, занималась с артистами хора.
Муж — С. А. Шумский, хормейстер Большого театра. Жила на Тверской ул., 25/9.
Похоронена в Москве на Ваганьковском кладбище (25 уч.).

## Оперные партии
- «Иван Сусанин» М. И. Глинки — Антонида
- «Руслан и Людмила» М. И. Глинки — Людмила
- «Борис Годунов» М. П. Мусоргского — Ксения
- «Снегурочка» Н. А. Римского-Корсакова — Снегурочка
- «Садко» Н. А. Римского-Корсакова — Волхова
- «Царская невеста» Н. А. Римского-Корсакова — Марфа
- «Евгений Онегин» П. И. Чайковского — Татьяна
- «Орлеанская дева» П. И. Чайковского — Агнесса
- «Иоланта» П. И. Чайковского — Иоланта
- «Кармен» Ж. Бизе — Микаэла
- «Лоэнгрин» Р. Вагнера — Эльза
- «Риголетто» Дж. Верди — Джильда
- «Травиата» Дж. Верди — Виолетта
- «Орфей и Эвридика» К. В. Глюка — Эвридика
- «Фауст» Ш. Гуно — Маргарита
- «Ромео и Джульетта» Ш. Гуно — Джульетта
- «Лакме» Л. Делиба — Лакме
- «Богема» Дж. Пуччини — Мими
- «Мадам Баттерфляй» Дж. Пуччини — Чио-чио-сан

## Е. Ф. Светланово творчестве певицы
«…Елизавета Владимировна Шумская — замечательная русская певица. Она одна из тех, кто в наше время с честью продолжает великие традиции национального оперного искусства. Её чудесный серебристый голос сам по себе доставляет наслаждение — его хочется слушать без конца… Характерная черта Е. Шумской — святое, трепетное отношение к искусству. Её творческий и человеческий облик заставляет вспомнить о том большом и высоком значении слова артист, которое оно несёт в себе…»

## Награды и премии
- Заслуженная артистка РСФСР (1942).
- Сталинская премия первой степени (1950) — за исполнение партии Волховы в опере «Садко» Н. А. Римского-Корсакова.
- Народная артистка РСФСР (1951).
- Орден Трудового Красного Знамени (1976) — за заслуги в развитии советского музыкального и хореографического искусства и в связи с 200-летием Государственного академического Большого театра СССР[3]

## Дискография
(полные записи опер)
| - 1946 — «Майская ночь» (Панночка) - 1947 — «Травиата» (Виолетта) - 1947 — «Ромео и Джульетта» (Джульетта) - 1947 — «Фауст» (Маргарита; версия с М. О. Рейзеном) - 1948 — «Фауст» (Маргарита ; версия с А. С. Пироговым) - 1949 — «Борис Годунов» (Ксения, версия с М. О. Рейзеном) - 1950 — «Садко» (Волхова) - 1950 — «Орфей и Эвридика» К. В. Глюка (Эвридика) - 1950/1951 — «Иван Сусанин» (Антонида). Фрагменты оперы | - 1951 — «Травиата» (Виолетта; запись по трансляции) - 1953 — «Чио-Чио-сан» («Мадам Баттерфляй», Чио-Чио-сан) - 1953 — «Дочь мадам Анго» (Кларетта) - 1953 — «Кармен» (Микаэла) - 1953 — «Лоэнгрин» (Эльза) - 1955 — «Богема» (Мими) - 1957 — «Лоэнгрин» (Эльза) - 1958 — «Царская невеста» (Марфа; запись по трансляции) - 1963 — «Борис Годунов» (Ксения) |